# Li’l Liza Jane
Li’l Liza Jane, teilweise auch Little Liza Jane oder einfach Liza Jane, ist ein Lied der amerikanischen Lyrikerin und Songschreiberin Countess Ada de Lachau aus dem Jahr 1916. Es wurde von ihr für das Broadway-Stück Come out of the Kitchen geschrieben und darin aufgeführt. Die Wurzeln des Liedes reichen dabei vermutlich weiter zurück auf ein Lied schwarzer Sklaven auf den Feldern der südlichen USA, die möglicherweise das aus kurzen Strophen und einem wiederkehrenden Refrain bestehende Lied als Worksong während der Arbeit sangen.
1917 wurde es in einer ersten Jazz-Version von Earl Fuller’s Famous Jazz Band aufgenommen und erschien bei Victor Records als 10-Zoll-Schellack-Single im gleichen Jahr. Über die Jahre entwickelte sich der Titel zu einem Klassiker des amerikanischen Traditional Jazz, des Bluegrass und der Folkmusik und wurde in zahlreichen Versionen verschiedener Musiker und Musikgruppen eingespielt. 

## Text und Musik

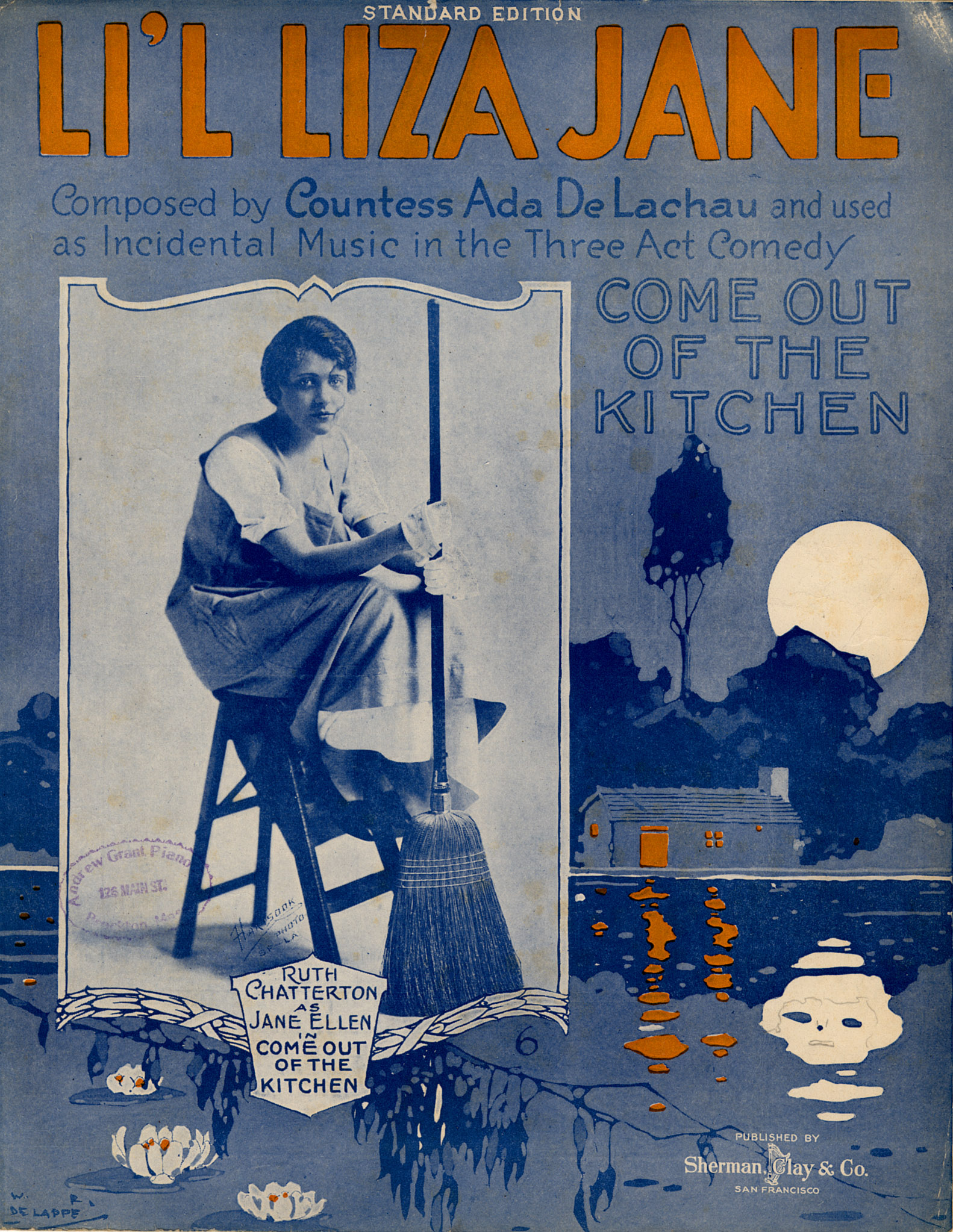
Cover der Notenblätter von 1916 mit eingesetztem Foto von Ruth Chatterton.

Das Lied Li’l Liza Jane existiert sowohl in gesungenen wie auch in reinen Instrumentalversionen und variiert je nach aufgenommener Version sowohl in der musikalischen Interpretation wie auch im Text. Auch Versionen, bei denen das Lied an sich instrumental ist, der Refrain jedoch gesungen ist, existieren. Die Musik und der Text wurden ursprünglich von Ada de Lachau geschrieben, danach jedoch von zahlreichen anderen Musikern bearbeitet. Das Lied ist in einem 2/4-Takt in D-Dur und Allegretto angelegt.

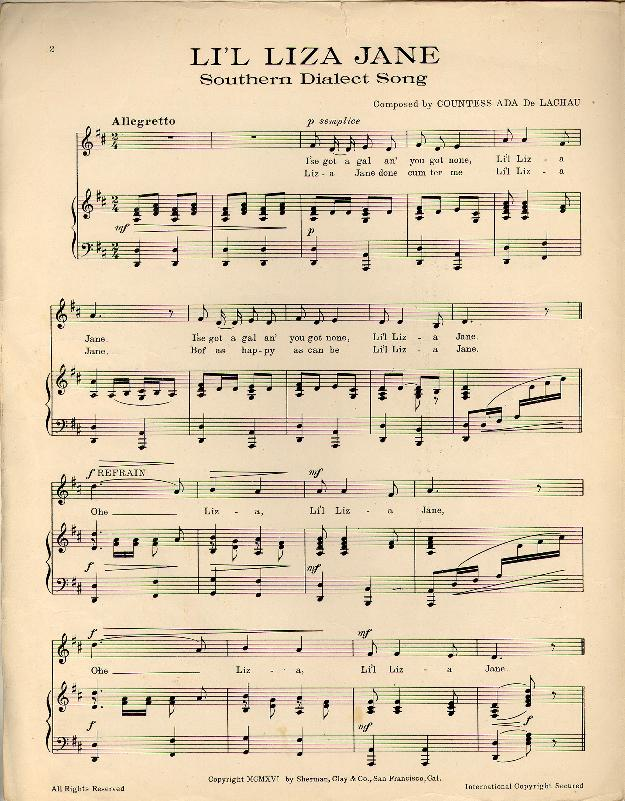
Notenblatt Seite 1
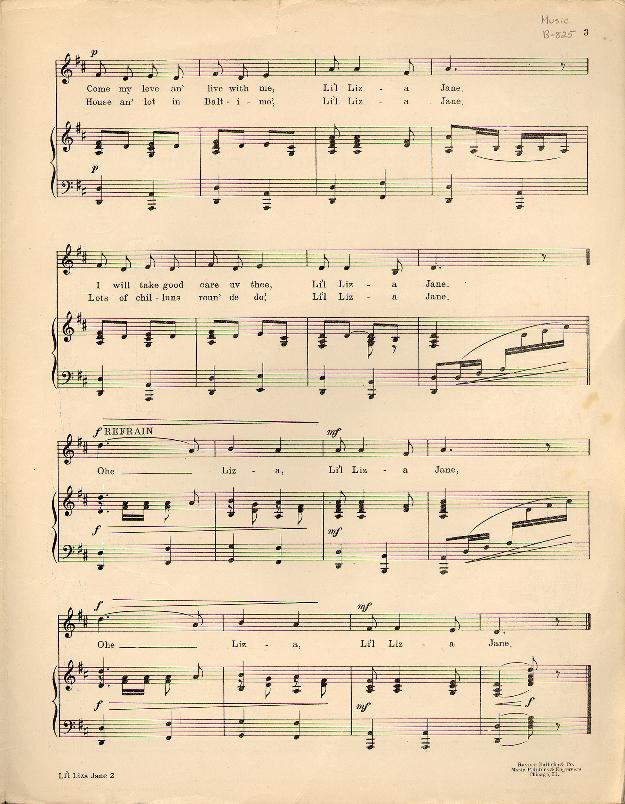
Notenblatt Seite 2

Die Jazz-Bearbeitung basiert auf dieser Vorlage und transformierte sie in eine Version für eine Jazzkapelle mit einem Piano, einer Posaune, einem Kornett, einer Klarinette und einem Schlagzeug.
Als Text für gesungene Versionen existieren mehrere Versionen, die über die Jahre entstanden und die jeweils von verschiedenen Musikern aufgegriffen wurden. Im Original von Ada de Lachau sowie in zahlreichen Coverversionen ist der Text wie die Grundmelodie einfach aufgebaut und besteht jeweils aus einer kurzen Strophe und einem Refrain:
I’se got a gal an’ you got none

Li’l Liza Jane

I’se got a gal an' you got none

Li’l Liza Jane

Ohe Liza, li’l Liza Jane

Ohe Liza, li’l Liza Jane
Der Text von Ada de Lachau ist in einem Südstaaten-Dialekt geschrieben. Spätere Versionen nutzen einen Text, der stark an das Original angelehnt ist und in den Strophen variiert, Nina Simone etwa tauschte das „gal“ bzw. „girl“ („Mädchen“) gegen einen „beaux“ („Schönen“) aus. Andere, darunter etwa Fats Domino, übernahmen die Melodie und Rhythmik sowie den Refrain des Liedes und schrieben einen neuen Text für die Strophen:
Lets go out to the record house

Lil’ Liza Jane

Lets get there by eight o’clock

Lil’ Liza Jane

Ooh lil’ Liza, lil’ Liza Jane

Ooh lil’ Liza, lil’ Liza Jane

## Hintergrund und Veröffentlichung

Single-Etikett von Li’l Liza Jane, Earl Fuller’s Famous Jazz Band 1917

Li’l Liza Jane wurde von der Lyrikerin und Songschreiberin Countess Ada de Lachau als Begleitmusik für die Komödie Come out of the Kitchen geschrieben, die vom Oktober 1916 bis Mai 1917 in George M. Cohan’s Theatre auf dem Broadway gespielt wurde. Das Lied basiert wahrscheinlich auf einem traditionellen Gesang, den die schwarzen Sklaven der Südstaaten der USA bei der Arbeit sangen; ältere Aufnahmen und Aufzeichnungen dazu sind allerdings nicht bekannt. 1919 wurde die Komödie als Stummfilm von John S. Robertson mit Marguerite Clark in der Hauptrolle von Paramount Pictures verfilmt und veröffentlicht.

## Rezeption und Coverversionen
Das Lied wurde seit der Erstveröffentlichung in zahlreichen Versionen von unterschiedlichen Musikgruppen und Musikern aufgenommen und entwickelte sich zu einem Klassiker der frühen Jazz-, Bluegrass- und Folkmusik. Es wurde bereits in den 1910er und 1920er Jahren von weiteren Musikgruppen aufgenommen und vor allem in den 1940ern bis 1960ern zahlreich gecovert und neu interpretiert.
Am 9. Oktober nahm die Jazzkapelle Earl Fuller’s Famous Jazz Band das Lied in einer Jazzversion mit Gesang auf und veröffentlichte es bei Victor Records auf einer Schellack-Single im Jahr 1917. Victor Records wollten damit die Band als Konkurrenz gegen die Original Dixieland Jass Band aufbauen, die 1917 mit dem Livery Stable Blues und dem Dixie Jass Band One Step die erste Jazz-Aufnahme überhaupt gemacht hatte. 1918 folgte eine Version von Harry C. Browne & Peerless Quartett als Gesangsnummer mit Banjo, wodurch das Lied auch im Folk und der frühen Country-Musik sowie im Bluegrass etabliert wurde.
1956 erschien eine Version des Liedes als Little Liza Jane in einem Rock-’n’-Roll-Stil von Huey Smith, 1959 eine weitere von Fats Domino. Beide machten das Lied erneut populär und wurden ebenfalls mehrfach gecovert. Auch die amerikanische Jazz- und Bluessängerin Nina Simone griff es auf und nahm es zuerst 1960 auf ihrem Album Nina Simone at Newport sowie danach weitere Male bei Live-Konzerten auf. 1961 nutzte Bing Crosby das Lied für ein Medley auf seinem Album 101 Gang Songs und 1964 erschien der Titel Liza Jane von einer Band namens Davie Jones and the King Bees; es war die erste Single von David Bowie. Little Richard änderte den Titel seiner Version in Steal Miss Liza (Steal Liza Jane), als er sie im Spätherbst seiner Karriere im September 1975 für Manticore Records aufnahm. 1998 gewann die Band Alison Krauss & Union Station den Grammy Award for Best Country Instrumental Performance für ihre Coverversion des Liedes.
Zu den weiteren Bands und Interpreten, die das Lied in einer Coverversion veröffentlichten, gehören: u. a.
- 1918: Prince’s Band – Li’l Liza Jane
- 1925: Henry Whitter – Liza Jane
- 1941: Bob Wills & his Texas Playboys – Lil Liza Jane
- 1941: The Almanac Singers – Liza Jane
- 1949: „Papa“ Celestin and His Tuxedo Jazz Band – Li’l Liza Jane
- 1960: Ramsey Lewis – Li’l Liza Jane
- 1960: Paul Würges – Little Liza Jane
- 1962: Pete Seeger – Li’l Liza Jane
- 1962: Duane Eddy – Liza Jane
- 1965: Ray Price – Li’l Liza Jane
- 1969: NRBQ – Little Liza Jane
- 1972: Dr. John – Little Liza Jane
- 1975: Chris Barber – Li’l Liza Jane
- 1979: Merle Travis – Li’l Liza Jane
- 2006: Elizabeth Mitchell – Little Liza Jane
- 2008: Otis Taylor – Little Liza Jane
- 2012: Wycliffe Gordon – Lil’ Liza Jane

Insgesamt listen cover.info mehr als 50 Coverversionen und secondhandsongs.com mehr als 65 Versionen des Liedes (Stand: September 2020).

## Belege
1. 1 2  
Li’l Liza Jane. Notenblatt von Sherman, Clay & Co., 1916, Duke Universities Digital Collection; abgerufen am 1. September 2020.
2. 1 2  
Earl Fuller’s Famous Jazz Band – Li’l Liza Jane. In: Discography of Historical American Recordings (DAHR); abgerufen am 1. September 2020.
3. ↑  
Nina Simone – Little Liza Jane. lyrics.com; Songtext; abgerufen am 1. September 2020.
4. ↑  
Fats Domino – Li’l Liza Jane. lyrics.com; Songtext; abgerufen am 1. September 2020.
5. ↑  
Come out of the Kitchen in der Internet Broadway Database, abgerufen am 20. Februar 2021 (englisch)
6. 1 2 3  
Ned Hémard: Li’l Liza Jane … Newspaper Publisher. (PDF) New Orleans Nostalgia, 2014; abgerufen am 1. September 2020.
7. 1 2 3  
Li’l Liza Jane. cover.info; abgerufen am 1. September 2020.
8. ↑  John Garodkin: Little Richard Special. 2. Auflage. Mjoelner Edition, Praestoe 1984, S. 146.
9. 1 2  
Li’l Liza Jane. secondhandsongs.com; abgerufen am 1. September 2020.